# Nikita Salogor
Nikita Leontievici Salogor (în rusă Никита Леонтьевич Салогор; n. 2/15 august 1901 – d. 24 iunie 1982) a fost un politician sovietic, care a îndeplinit funcția de Prim-secretar al Partidului Comunist din RSS Moldovenească (1942–1946).

## Biografie
S-a născut în anul 1901, în Imperiul Rus. În perioada 7 septembrie 1942–18 iulie 1946 a fost secretarul II al Partidului Comunist din RSS Moldovenească și locțiitor al primului-secretar.
La data de 29 iunie 1946 conducerea RSS Moldovenești (secretarul II al CC al PC (b) din RSSM, N. Salogor și Președintele Sovietului de Miniștri al RSSM, Nicolae Coval) i-a expediat personal lui Iosif Stalin o interpelare oficială cu următorul conținut: „CC al PC (b) din Moldova, Prezidiul Sovietului Suprem și Sovietul de Miniștri ai RSS Moldovenești; Vă roagă să examinați problema readucerii din componența RSS Moldovenești a județelor Hotin, Akkerman și Ismail ale Basarabiei, actualmente incluse în RSS Ucraineană”.
A decedat în 1982 la Chișinău.Activitatea politica a fostului lider comunist din RSSM este descrisă în monografia